# Licio Rossetti
Licio Rossetti (Trieste, 1º novembre 1925 – Trieste, 10 dicembre 1993) è stato un calciatore italiano, di ruolo attaccante.

## Caratteristiche tecniche
Ala dotata di buona tecnica e velocità, era abile nel cross. Nel finale di carriera, anche a causa del calo delle prestazioni fisiche, arretra il proprio raggio d'azione al ruolo di mezzala.

## Carriera
Triestino, esordì con la squadra della sua città nella Divisione Nazionale 1943-1944 mentre disputò la Coppa Litorale Adriatico con la maglia dell'Organizzazione Todt di Trieste. A partire dalla stagione 1946-1946 si guadagnò il posto da titolare nel ruolo di ala e con gli alabardati è stato protagonista di uno dei periodi più gloriosi della storia della compagine giuliana, culminato nel secondo posto della stagione 1947-1948 alle spalle del Grande Torino, sotto la guida di Nereo Rocco; in quella stagione realizzò 6 reti in 38 partite. La stagione più prolifica fu la successiva, nella quale mise a segno 11 reti.
Nel 1950 fu acquistato dall'Inter, insieme al compagno di squadra Ivano Blason: in maglia nerazzurra non riesce a trovare spazio in prima squadra (11 presenze nella stagione 1950-1951, con una rete all'attivo nel successo interno sul Napoli), a causa della concorrenza in attacco e di una condotta di vita poco professionale.
A fine stagione viene restituito alla Triestina, che nel mese di novembre lo cede al Genoa, in Serie B. Qui disputa un'unica stagione, negativa sul piano personale, e nell'autunno 1952 scende in IV Serie, giocando in prestito nel Siena.
Nel 1953, rientrato a Genova, viene posto in lista di trasferimento e ritorna a Trieste, per un'ultima stagione nella massima serie, ancora come riserva. A dicembre 1954 scende in Serie C con la maglia del Piacenza, acquistato per la cifra di due milioni di lire; rimane in Emilia per due stagioni, fino al 1956.
A seguito dell'esperienza piacentina, si trasferisce al San Severo e poi alla Ponziana, dove conclude la carriera.
Ha totalizzato complessivamente 169 presenze e 33 reti nella Serie A a girone unico.